# IC 1422
IC 1422 ist eine Spiralgalaxie vom Hubble-Typ S mit aktivem Galaxienkern im Sternbild Pegasus am Nordsternhimmel. Sie ist schätzungsweise 439 Millionen Lichtjahre von der Milchstraße entfernt und hat einen Durchmesser von etwa 95.000 Lichtjahren. Vom Sonnensystem aus entfernt sich die Galaxie mit einer errechneten Radialgeschwindigkeit von näherungsweise 9.700 Kilometern pro Sekunde.
Das Objekt wurde am 19. August 1893 von Stéphane Javelle entdeckt.

## Galaktisches Umfeld
| Nr. | Galaxie                 | Alternativname            | Rek           | Dek           | Distanz/asec |
| --- | ----------------------- | ------------------------- | ------------- | ------------- | ------------ |
| →   | IC 1422                 | LEDA/PGC 67922            | 22h03m00.061s | +02d35m55.96s | 0            |
| 1   | LEDA/PGC 1232429        | 2MASX J22030908+0236503   | 22h03m09.07s  | +02d36m50.5s  | 145.66       |
| 2   | 2MASX J22024159+0236422 | WISEA J220241.57+023641.7 | 22h02m41.58s  | +02d36m42.0s  | 280.58       |
| 3   | IC 1425                 | LEDA/PGC 67939            | 22h03m24.510s | +02d35m41.66s | 366.62       |
| 4   | LEDA/PGC 1234811        | WISEA J220339.46+024131.5 | 22h03m39.45s  | +02d41m31.8s  | 679.36       |
| 5   | LEDA/PGC 67899          | UGC 11876                 | 22h02m28.98s  | +02d50m02.8s  | 966.76       |
| 6   | LEDA/PGC 1226321        | 2MASX J22034841+0225061   | 22h03m48.41s  | +02d25m06.0s  | 973.65       |